# Verwaltungsgemeinschaft Krummennaab
Die Verwaltungsgemeinschaft Krummennaab liegt im Oberpfälzer Landkreis Tirschenreuth und wird von folgenden Gemeinden gebildet:
1. Krummennaab, 1428 Einwohner, 17,68 km²
2. Reuth b.Erbendorf, 1109 Einwohner, 16,91 km²

Sitz der Verwaltungsgemeinschaft ist Krummennaab.
Die Körperschaft war ursprünglich als Verwaltungsgemeinschaft Erbendorf gegründet worden. Infolge der Entlassung der Stadt Erbendorf mit Wirkung ab 1. Januar 1980 erfolgte die Umbenennung und Verlegung des Sitzes.